# Tommi Paavola
Tommi Paavola, né le 9 décembre 1965 à Helsinki, est un footballeur finlandais qui évoluait au poste d'attaquant. 
Formé au Helsingin Ponnistus, sa carrière de footballeur l'aura vu fréquenter une dizaine de clubs finnois dont notamment Tampere United, le HJK Helsinki, le FC Haka, ou le FC KooTeePee.
Tommi Paavola a également connu diverses expériences à l'étranger : en Allemagne au FSV Mayence, au KSV Hessen Kassel, en Belgique au KSC Lokeren et en Écosse au Ayr United Football Club. 
Il est également passé par le championnat de France de National, en 1994, pour le compte du FC Lorient.
Tommi Paavola compte dix-neuf sélections en équipe de Finlande et un but inscrit dans le cadre des éliminatoires de la Coupe du monde 1994 face à l'Israël.